# Krzeczek naziemnik
Krzeczek naziemnik (Trochosa terricola) – gatunek średniej wielkości pająka z rodziny pogońcowatych (Lycosidae).

## Morfologia
Należy do większych pogońcowatych, może osiągać ponad 12 mm długości. Jest bardzo podobny do innych pająków z rodzaju Trochosa, takich jak krzeczek polny (Trochosa ruricola). Samice krzeczka naziemnika odróżniają się od samic krzeczka polnego m.in. brakiem pazura na stopie nogogłaszczka.

## Ekologia
Licznie występuje w lasach liściastych, na ich obrzeżach oraz zarośniętych murawach. Preferuje środowiska średnio wilgotne i zacienione. Prowadzi nocny tryb życia, dnie spędza przeważnie w krótkiej rurce, często znajdującej się pod kamieniami, w której samice pilnują kokonów. Za wybór określonego siedliska odpowiadają temperatura, cechy podłoża, wilgotność oraz ilość światła.

## Biogeografia
Jest gatunkiem holarktycznym. Występuje w północnej Europie i Ameryce Północnej od Alaski do Nowej Fundlandii i na południe do północnych granic Kalifornii i Arizony oraz południowo-środkowego Teksasu i Alabamy. Jest pospolity na większości obszaru występowania. Na Wyspach Brytyjskich często współwystępuje z krzeczkiem polnym. Jest najpospolitszym przedstawicielem rodzaju Trochosa w Europie Środkowej.